# Blackdike Beck
Der Blackdike Beck ist ein Wasserlauf im Lake District, Cumbria, England.
Der Blackdike Beck entsteht aus dem Abfluss eines unbenannten Sees nördlich von Ulcat Row. Er fließt in Richtung Norden, bis er nordöstlich von Matterdale End zusammen mit dem Cooper Beck den Thackwaite Beck bildet.